# 王守仁 (1932年)
王守仁（1932年1月—2022年11月29日），河北安新人，中国人民解放军正军职离休干部、原海军北海舰队参谋长。

## 生平
王守仁1946年3月参加革命工作并加入中国共产党，1950年3月入伍。历任学员、机要员、报务员、副舰长、舰长、艇长、副支队长、支队长，海军北海舰队副参谋长等职。
2022年11月29日，王守仁因病于青岛逝世，享年90岁。讣告刊登在2023年1月29日的《解放军报》。